# Larée
Larée é uma comuna francesa na região administrativa de Occitânia, no departamento de Gers. Estende-se por uma área de 12,87 km². Em 2010 a comuna tinha 232 habitantes (densidade: 18 hab./km²).